# Степное (Еврейская автономная область)
Степно́е — село в Ленинском районе Еврейской автономной области, входит в Биджанское сельское поселение.

## География
Село Степное стоит в долине реки Биджан, до правого берега около 8 км.
Село Степное расположено в 8 км к югу от административного центра сельского поселения села Биджан.
Южнее села Степное находится село Венцелево.

## История
В 1961 году указом Президиума Верховного Совета РСФСР поселок первого отделения Добринского совхоза переименован в село Степное.

## Население
| 1992 | 2002 | 2010 |
| ---- | ---- | ---- |
| 1200 | ↘681 | ↘533 |

## Инфраструктура
- Сельскохозяйственные предприятия Ленинского района.